# Made (스카페이스의 음반)
Made는 미국의 래퍼 스카페이스의 10번째 정규 음반이다. 2007년 12월 4일 래퍼롯 레코드와 어사일럼 레코드로부터 발매되었다.